# Sportåret 1937

## Händelser

### Allmänt
- 18 maj - Zinkensdamms IP invigs i Stockholm.[1]

### Amerikansk fotboll
- Washington Redskins besegrar Chicago Bears med 28 - 21 i NFL-finalen

### Bandy
- 21 februari - IF Göta blir svenska mästare efter vinst mot Skutskärs IF med 3-2 på Stockholms stadion.[2][3]

### Baseboll
- 10 oktober - American League-mästarna New York Yankees vinner World Series med 4-1 i matcher över National League-mästarna New York Giants.[4]

### Basket
- 7 maj - Litauen vinner herrarnas Europamästerskap i Riga genom att finalslå Italien med 24-23.[5]

### Bordtennis
- Halmstad BTK bildas 27 oktober.

### Cykel
- Eloi Meulenberg, Belgien vinner landsvägsloppet vid VM.
- Tour de France vinns av Roger Lapébie, Frankrike
- Giro d'Italia vinns av Gino Bartali, Italien
- Vuelta a España - ingen tävling

### Fotboll
- 1 februari – Argentina vinner sydamerikanska mästerskapet i Buenos Aires genom att finalslå Brasilien med 2-0.[6]
- 18 april - Råsunda fotbollsstadion i Solna invigs med matchen AIK–Malmö FF.[7]
- 1 maj - Sunderland AFC vinner FA-cupfinalen mot Preston North End FC med 3-1 på Wembley Stadium.[8]
- Okänt datum – Levante UD vinner Copa del Rey.
- Okänt datum – Celtic FC vinner skotska cupen.
- Okänt datum – Sunderland AFC vinner FA-cupen.
- Okänt datum – FC Sochaux vinner franska cupen.

#### Ligasegrare / resp lands mästare
- 13 juni - AIK blir svenska mästare.
- Okänt datum – Akademisk Boldklub blir danska mästare.
- Okänt datum – Manchester City FC vinner engelska ligan.
- Okänt datum – Rangers FC vinner skotska ligan.
- Okänt datum – AFC Ajax blir nederländska mästare.
- Okänt datum – Royal Daring Club Molenbeek blir belgiska mästare.
- Okänt datum – FC Schalke 04 blir tyska mästare.
- Okänt datum – Bologna FC blir italienska mästare.
- Okänt datum – Olympique de Marseille blir franska mästare.
- På grund av det spanska inbördeskriget spelas ingen seriefotboll för hela Spanien. En Medelhavsliga som vinns av FC Barcelona spelas i den del av landet som vid denna tid styrs av Republikanerna.

### Friidrott
- 31 december - Mario de Oliveira vinner Sylvesterloppet i São Paulo.[9]
- Walter Young, Kanada vinner Boston Marathon.[10]

### Golf

#### Herrar

##### Ryder Cup
- USA besegrar Storbritannien med 8 – 4.

##### Majorstävlingar
- British Open vinns av Henry Cotton, Storbritannien
- US Open vinns av Ralph Guldahl, USA
- PGA Championship vinns av Denny Shute, USA
- The Masters vinns av Byron Nelson, USA

### Ishockey
- 25 februari - Sydafrika inträder i IIHF.[11]
- 27 februari - Kanada vinner världsmästerskapet i London före Storbritannien blir tvåa och Schweiz. Storbritannien blir Europamästare.[12] Norge gör i turneringen sitt första landslagsframträdande. även om det slutar med storförluster mot Tjeckoslovakien med 0-7 och mot Schweiz med 2-13.[13]
- 26 mars - Hammarby IF blir svenska mästare efter finalvinst mot Södertälje SK med 1-0 i Lindarängens ispalats.[14]
- 15 april - Stanley Cup vinns av Detroit Red Wings efter att i finalspelet besegrat New York Rangers med 3–2.[15]

### Konståkning

#### VM
- Herrar: Felix Kaspar, Österrike
- Damer: Cecilia Colledge, Storbritannien
  - Vivi-Anne Hultén, Sverige blir bronsmedaljör
- Paråkning: Maxie Herber & Ernst Baier, Tyskland

#### EM
- Herrar: Felix Kaspar, Österrike
- Damer: Cecilia Colledge, Storbritannien
- Paråkning: Maxie Herber & Ernst Baier, Tyskland

### Motorsport
- Tysken Rudolf Caracciola vinner europamästerskapet för Grand Prix-förare.
- Tysken Bernd Rosemeyer vinner Vanderbilt Cup med en Auto Union.
- Fransmännen Jean-Pierre Wimille och Robert Benoist vinner Le Mans 24-timmars med en Bugatti Type 57G.
- Greta Molander vinner damklassen i Monte Carlo-rallyt.

### Skidor, alpina grenar

#### VM

##### Herrar
- - Slalom
- 1 Émile Allais, Frankrike
- 2 Wilhelm Walch, Österrike
- 3 Roman Wörndle, Tyskland

- - Störtlopp
- 1 Émile Allais, Frankrike
- 2 Maurice Lafforge, Frankrike
- 2 Giacinto Sertorelli, Italien

- - Kombination
- 1 Émile Allais, Frankrike
- 2 Maurice Lafforge, Frankrike
- 3 Willi Steuri, Schweiz

##### Damer
- - Slalom
- 1 Christl Cranz, Tyskland
- 2 Käthe Grasegger, Tyskland
- 3 Lisa Resch, Tyskland

- - Störtlopp
- 1 Christl Cranz, Tyskland
- 2 Nini von Arx-Zogg, Schweiz
- 3 Käthe Grasegger, Tyskland

- - Kombination
- 1 Christl Cranz, Tyskland
- 2 Nini von Arx-Zogg, Schweiz
- 3 Käthe Grasegger, Tyskland

#### SM

##### Herrar
- Slalom vinns av Harald Hedjerson, Djurgårdens IF. Lagtävlingen vinns av Åre SLK.

##### Damer
- Slalom vinns av Inga Söderbaum, Djurgårdens IF.

### Skidor, nordiska grenar
- 14 mars - Arthur Häggblad, IFK Umeå vinner Vasaloppet för tredje gången.[16]

#### VM
- - 18 km
- 1 Lars Bergendahl, Norge
- 2 Kalle Jalkanen, Finland
- 3 Pekka Niemi, Finland
- 4 Sven Hansson, Sverige
- 6 Alfred Dahlqvist, Sverige
  - 50 km
- 1 Pekka Niemi, Finland
- 2 Annar Ryen, Norge
- 3 Vincenzo Demetz, Italien
  - Stafett 4 x 10 km
- 1 Norge (Annar Ryen, Oskar Fredriksen, Sigurd Røen & Lars Bergendahl)
- 2 Finland (Pekka Niemi, Klaes Karppinen, Jussi Kurikkala & Kalle Jalkanen)
- 3 Italien (Giulio Gherardi, Aristide Compagnoni, Silvio Confortola & Vincenzo Demetz)
- 4 Sverige
  - Backhoppning
- 1 Birger Ruud, Norge
- 2 Reidar Andersen, Norge
- 3 Sigurd Sojlid, Norge
  - Nordisk kombination
- 1 Sigurd Røen, Norge
- 2 Rolf Kaarby, Norge
- 3 Arne Valkama, Finland

#### SM

##### Herrar
- 15 km vinns av Martin Matsbo, Hudiksvalls IF. Lagtävlingen vinns av Hudiksvalls IF.
- 30 km vinns av Sven Hansson, Lima IF. Lagtävlingen vinns av Salsåker-Ullånger SK.
- 50 km vinns av Arthur Häggblad, IFK Umeå.  Lagtävlingen vinns av Husums IF.
- Stafett 3 x 10 km vinns av Hudiksvalls IF med laget Herbert Sehlberg, Nils Englund och Martin Matsbo
- Backhoppning vinns av Gösta Berggren,  Bodens BK. Lagtävlingen vinns av IF Friska Viljor.
- Nordisk kombination vinns av Harald Hedjerson, Djurgårdens IF. Lagtävlingen vinns av Domsjö IF .

##### Damer
- 10 km vinns av Sonja Olofsson, Koskullskulle IF. Lagtävlingen vinns av Trångsvikens IF.

### Segling
- Det första Gotland Runt anordnas.

### Skytte
- Svenske pistolskytten Torsten Ullman får Svenska Dagbladets guldmedalj.

### Tennis

#### Herrar
- 27 juli - USA vinner International Lawn Tennis Challenge genom att finalbesegra Storbritannien med 4-1 i Wimbledon.[17]
- Franska amatörmästerskapen vinns av: Henner Henkel, Tyskland

##### Tennisens Grand Slam
- Australiska öppna - V.B. McGrath, Australien
- Wimbledon - Donald Budge, USA
- US Open – Donald Budge, USA

#### Damer
- Franska amatörmästerskapen vinns av: Hilde Krahwinkel Sperling, Tyskland

##### Tennisens Grand Slam
- Australiska öppna - Nancye Wynne Bolton, Australien
- Wimbledon – Dorothy Round, Storbritannien
- US Open – Anita Lizana, USA

### Travsport
- Travderbyt körs på Solvalla travbana i  Stockholm. Segrare blir det svenska stoet Rosenella (SE) e. Sportsmann (DE) – Petronella A. (DE) e. Moko Volo (US). Kilometertid:1.30,2 Körsven: Gösta Nordin
- Travkriteriet vinns av det svenska stoet   Mary Louise (SE) e. Real Frisco (US) – Louise (US) e. Peter Mac (US).

## Rekord

### Friidrott
- 10 april – Bill Sefton, USA förbättrar världsrekordet i  stavhopp herrar till 4,45
- 8 maj – Earl Meadows, USA förbättrar världsrekordet i  stavhopp herrar till 4,48
- 29 maj – Bill Sefton, USA förbättrar världsrekordet i  stavhopp herrar till 4,54
- 29 maj – Earl Meadows, USA tangerar världsrekordet i  stavhopp herrar med 4,54
- 30 maj – John Mikaelsson, Sverige sätter sitt första världsrekord i gång (20 km landsväg) vid tävlingar i Malmö
- 28 juni – Stanislawa Walasiewicz, Polen förbättrar världsrekordet i  längdhopp damer till 6,09
- 11 juli – Elroy Robinson, USA förbättrar världsrekordet i  800 m, herrar till 1.49,6
- 18 juli – Ilmari Salminen, Finland förbättrar världsrekordet i  10 000 m herrar till 30.05,6
- 6 augusti – Melvin Walker, USA förbättrar världsrekordet i  höjdhopp herrar till 2,08
- 12 augusti – Melvin Walker, USA förbättrar världsrekordet i  höjdhopp herrar till 2,09
- 13 september – Jevdokija Vasiljeva, Sovjetunionen förbättrar världsrekordet i  1 500 m damer till 4.45,2

## Evenemang
- VM i cykelsport anordnas i Köpenhamn, Danmark.
- VM i konståkning , herrar och damer anordnas i London, Storbritannien.
- VM i konståkning , paråkning anordnas i Wien, Österrike.
- VM i skidor, alpina grenar anordnas i Chamonix, Frankrike
- VM i skidor, nordiska grenar anordnas i Chamonix, Frankrike
- EM i konståkning anordnas i Prag, Tjeckoslovakien.

## Födda
- 5 februari – Gaston Roelants, belgisk friidrottare
- 12 februari – Charles Dumas, amerikansk friidrottare
- 22 februari – Tommy Aaron, amerikansk golfspelare.
- 25 februari – Gyula Zsivótzky, ungersk friidrottare.
- 20 mars – Helmut Recknagel, tysk backhoppare
- 22 mars – Armin Hary, tysk friidrottare
- 26 april – Jean-Pierre Beltoise, italiensk racerförare.
- 6 maj – Ruben Carter, amerikansk boxare (mellanvikt).
- 2 juli – Richard Petty, amerikansk racerförare.
- 12 juli – Raymond Ceulemans, belgisk biljardspelare.
- 2 augusti – Billy Cannon, amerikansk utövare av amerikansk fotboll.
- 5 augusti – Herb Brooks, amerikansk ishockeytränare.
- 4 september – Dawn Fraser, australisk simmare.
- 11 oktober – Bobby Charlton, brittisk fotbollsspelare och manager.
- 23 oktober – Giacomo Russo, italiensk racerförare.
- 11 november – Vittorio Brambilla, italiensk racerförare.
- 14 november – Murray Oliver, kanadensisk ishockeyspelare.
- 24 december – Félix, brasiliansk fotbollsspelare.
- 30 december – Gordon Banks, engelsk fotbollsspelare, målvakt.

## Avlidna
- 20 maj – Harry Vardon, brittisk golfspelare.
- 2 september – Pierre de Coubertin, initiativtagare till det moderna OS.
- 29 september – Ray Ewry, amerikansk friidrottare.

### Fotnoter
1. ↑  ”Hammarby IF:s historia”. http://www.hifhistoria.se/Historia/1937.html. Läst 9 oktober 2011.
2. ↑  Erik Jonsson (21 februari 1937). ”1930–1939”. Svenska Bandyförbundet. Arkiverad från originalet den 15 februari 2015. https://web.archive.org/web/20150215054718/http://www.svenskbandy.se/BANDYFINALEN/HISTORIK/Svenskamastare/Herrar/1930-1939/. Läst 18 mars 2020.
3. ↑  ”Föreningshistorik”. Skutskärs IF BK. https://www.sifbandy.nu/foreningen/foreningshistorik/. Läst 2 september 2011.
4. ↑  ”1937 World Series” (på engelska). Baseball-Reference.com. http://www.baseball-reference.com/postseason/1937_WS.shtml. Läst 16 juli 2015.
5. ↑  ”Sport Statistics”. Arkiverad från originalet den 18 juni 2011. https://web.archive.org/web/20110618003505/http://www.todor66.com/basketball/Europe/Men_1937.html. Läst 22 november 2011.
6. ↑  ”South American Championship 1937” (på engelska). RSSSF. http://www.rsssf.com/tables/37safull.html. Läst 16 augusti 2011.
7. ↑  Johan Florén. ”Råsunda fotbollstadion”. Exilgnanare. Arkiverad från originalet den 6 januari 2009. https://web.archive.org/web/20090106162421/http://www.exilgnagare.com/jesper/peza/rasunda_historia.htm. Läst 17 augusti 2011.
8. ↑  ”England FA Challenge Cup 1936-1937” (på engelska). RSSSF. http://www.rsssf.com/tablese/engcup1937.html. Läst 19 augusti 2012.
9. ↑  ”1930” (på portugisiska). Sylvesterloppet. Arkiverad från originalet den 1 mars 2014. https://web.archive.org/web/20140301041020/http://www.saosilvestre.com.br/1930. Läst 19 augusti 2012.
10. ↑  ”Boston Marathon”. Arkiverad från originalet den 27 april 2015. https://web.archive.org/web/20150427035419/http://www.baa.org/races/boston-marathon/boston-marathon-history/past-champions/past-mens-open-champions.aspx. Läst 9 april 2011.
11. ↑  ”South Africa” (på franska). International Ice Hockey Federation. 25 februari 1937. https://www.iihf.com/en/associations/1367/south-africa. Läst 21 augusti 2011.
12. ↑  ”Championnats du monde 1937” (på engelska). Hockey Archives. 27 februari 1937. https://www.hockeyarchives.info/mondial1937.htm. Läst 15 augusti 2011.
13. ↑  ”Norges offisielle landskamper” (på norska). Norges Ishockeyforbund. Februari 1937. https://www.hockey.no/contentassets/94aa143c0aa8492da481e0f830b267fd/offisielle-kamper-a-landslaget-menn-23-05-19.pdf. Läst 20 augusti 2011.
14. ↑  ”Championnat de Suède 1936/37” (på franska). Hockey Archives. 26 mars 1937. https://www.hockeyarchives.info/Suede1937.htm. Läst 15 augusti 2011.
15. ↑  ”NHL 1936/37” (på franska). Hockey Archives. https://www.hockeyarchives.info/NHL1937.htm. Läst 23 mars 2020.
16. ↑  ”Historiska segrare”. Vasaloppet. Arkiverad från originalet den 22 mars 2020. https://web.archive.org/web/20200322121012/https://www.vasaloppet.se/wp-content/uploads/sites/1/2019/09/historiska_segrare_vasaloppet_sve_2019-09-18.pdf. Läst 5 september 2011.
17. ↑  ”Davis Cup”. http://www.daviscup.com/en/results/tie/details.aspx?tieId=10003716. Läst 20 augusti 2011.